# 8 juin 1983
Le mercredi 8 juin 1983 est le 159e jour de l'année 1983.

## Naissances
- Céline Lecompére, patineuse de patinage de vitesse sur piste courte française
- Camilla Pedersen, triathlète professionnelle danoise
- Coby Karl, joueur de basket-ball américain
- Everton Ramos da Silva, joueur de football brésilien
- Florence Faivre, actrice et mannequin franco-thaïlandaise
- Grzegorz Fonfara, footballeur polonais
- Guillaume Bernad, joueur de rugby
- Kim Clijsters, joueuse de tennis belge
- Mamoru Miyano, chanteur, acteur et seiyū japonais
- Mark Worthington, joueur de basket-ball australien
- Morten Nordstrand, footballeur danois
- Nizar Knioua, joueur de basket-ball tunisien
- Pantelís Kapetános, joueur de football grec
- Peter Harrold, joueur de hockey sur glace américain
- Sergey Chudinov, Skeletoneur russe
- Yuliana Fedak, joueuse de tennis ukrainienne

## Décès
- André Villiers (né le 9 avril 1915), herpétologiste français
- Henri Hecaen (né le 5 mai 1912), psychiatre et neuropsychologue français
- Jacques Van Melkebeke (né le 12 décembre 1904), peintre, journaliste, écrivain, et scénariste de bande dessinée belge
- Rachel Baes (née le 1er août 1912), artiste peintre